# Christopher Perle
Christopher Perle (né le 17 décembre 1974 à Maurice) est un joueur de football qui est actuellement un agent libre. Il a représenté l'île Maurice au niveau international avec le Club M, marquant 6 buts. C'est le deuxième buteur l'histoire de l'équipe nationale de Maurice, derrière Kersley Appou.